# Acton Turville
Acton Turville est une paroisse civile anglaise située dans l’autorité unitaire du South Gloucestershire dans le comté du Gloucestershire. En 2011, sa population était de 370 habitants.

## Source de la traduction
- (en) Cet article est partiellement ou en totalité issu de l’article de Wikipédia en anglais intitulé « Acton Turville » (voir la liste des auteurs).